# 株树桥水库
株树桥水库是中华人民共和国湖南省的一座水库，坝址位于湖南省浏阳市高坪镇，是以防洪、灌溉、供水功能为主的大（二）型水库。集雨面积564平方千米，处浏阳河上游区域。